# Norrviken (Hammarland, Åland)
Norrviken eller Lerviken är en sjö i Hammarlands kommun i Åland (Finland). Den ligger i den nordvästra delen av landskapet, 25 km norr om huvudstaden Mariehamn. Lerviken ligger 0 meter över havet. Den ligger på ön Fasta Åland. Arean är 9,5 hektar och strandlinjen är 1,64 kilometer lång. Sjön  ingår i Norra Ålands havs avrinningsområde. 